# Legislació electoral espanyola
La legislació electoral espanyola que regeix a Espanya les eleccions per sufragi universal des de 1978 comprèn la Llei Orgànica del Règim Electoral General per al cas del Congrés, el Senat, el Parlament Europeu i ajuntaments, i altres lleis vigents en àmbit autonòmic a Espanya.

## Lleis electorals vigents
La legislació que actualment regula els processos electorals a Espanya consisteix en les següents normes:
- La Constitució Espanyola de 1978[6]
- La Llei Orgànica 5/1985, de 19 de juny, del Règim Electoral General, que regula les eleccions al Congrés i Senat, les eleccions municipals i les eleccions al Parlament Europeu.[7][6]
- Llei Orgànica 2/2011, de 28 de gener, per la qual es modifica la Llei Orgànica 5/1985, de 19 de juny, del Règim Electoral General[8]

### Constitució Espanyola de 1978
Article 68. (extracte)
1. El Congrés es compon d'un mínim de 300 i d'un màxim de 400 Diputats, triats per sufragi universal, lliure, igual, directe i secret, en els termes que estableixi la Llei.
2. La circumscripció electoral és la província. Les poblacions de Ceuta i Melilla estaran representades cadascuna d'elles per un Diputat. La Llei distribuirà el nombre total de Diputats, assignant una representació mínima inicial a cada circumscripció i distribuint els altres en proporció a la població.
3. L'elecció es verificarà en cada circumscripció atenent a criteris de representació proporcional.
4. El Congrés és triat per quatre anys. El mandat dels Diputats acaba quatre anys després de la seva elecció o el dia de la dissolució de la cambra.
5. Són electors i elegibles tots els espanyols que estiguin en ple ús dels seus drets polítics. La Llei reconeixerà i l'Estat facilitarà l'exercici del dret de sufragi als espanyols que es trobin fos del territori d'Espanya.
Article 69. (extracte)
1. El Senat és la cambra de representació territorial.
2. A cada província es triaran quatre Senadors per sufragi universal, lliure, igual, directe i secret pels votants de cadascuna d'elles, en els termes que assenyali una Llei Orgànica.
5. Les Comunitats Autònomes designaran a més un Senador i un altre més per cada milió d'habitants del seu respectiu territori. La designació correspondrà a l'Assemblea legislativa o, en defecte d'això, a l'òrgan col·legiat superior de la Comunitat Autònoma, d'acord amb el que estableixin els Estatuts, que asseguraran, en tot cas, l'adequada representació proporcional.
6. El Senat és triat per quatre anys. El mandat dels Senadors acaba quatre anys després de la seva elecció o el dia de la dissolució de la cambra.

### Congrés
Eleccions regulades per la Llei Orgànica 5/1985, de 19 de juny, del Règim Electoral General. Estableix:
Article 162 (extracte)
1. El Congrés està format per 350 Diputats.
2. A cada província li correspon un mínim inicial de dos Diputats. Les poblacions de Ceuta i Melilla estan representades cadascuna amb un Diputat.
3. Els dos-cents quaranta-vuit Diputats restants es distribueixen entre les províncies en proporció a la seva població de dret.
Article 163 (extracte)
1.a. No es tenen en compte aquelles candidatures que no haguessin obtingut, almenys, el 3% dels vots vàlids emesos en la circumscripció.
1.b-c. Els representants s'assignaran a les llistes restants en funció de la regla D'Hondt.
cal notar que els diputats triats no tenen cap responsabilitat o relació amb cada província.
S'acusa a la divisió en circumscripció provincial de perjudicar seriosament als partits petits i als mitjans la distribució dels quals no estigui concentrada territorialment.
El percentatge mínim de vots del 3% per considerar una candidatura (LOREG, Article 163) solament té implicacions pràctiques en les circumscripcions grans en les quals es trien molts diputats (per exemple, Madrid), en la resta aquest mínim no influeix en l'adjudicació d'escons.
Computa com per al total de "vots vàlids" els vots de cada candidatura i el vot en blanc, però no el vot nul.

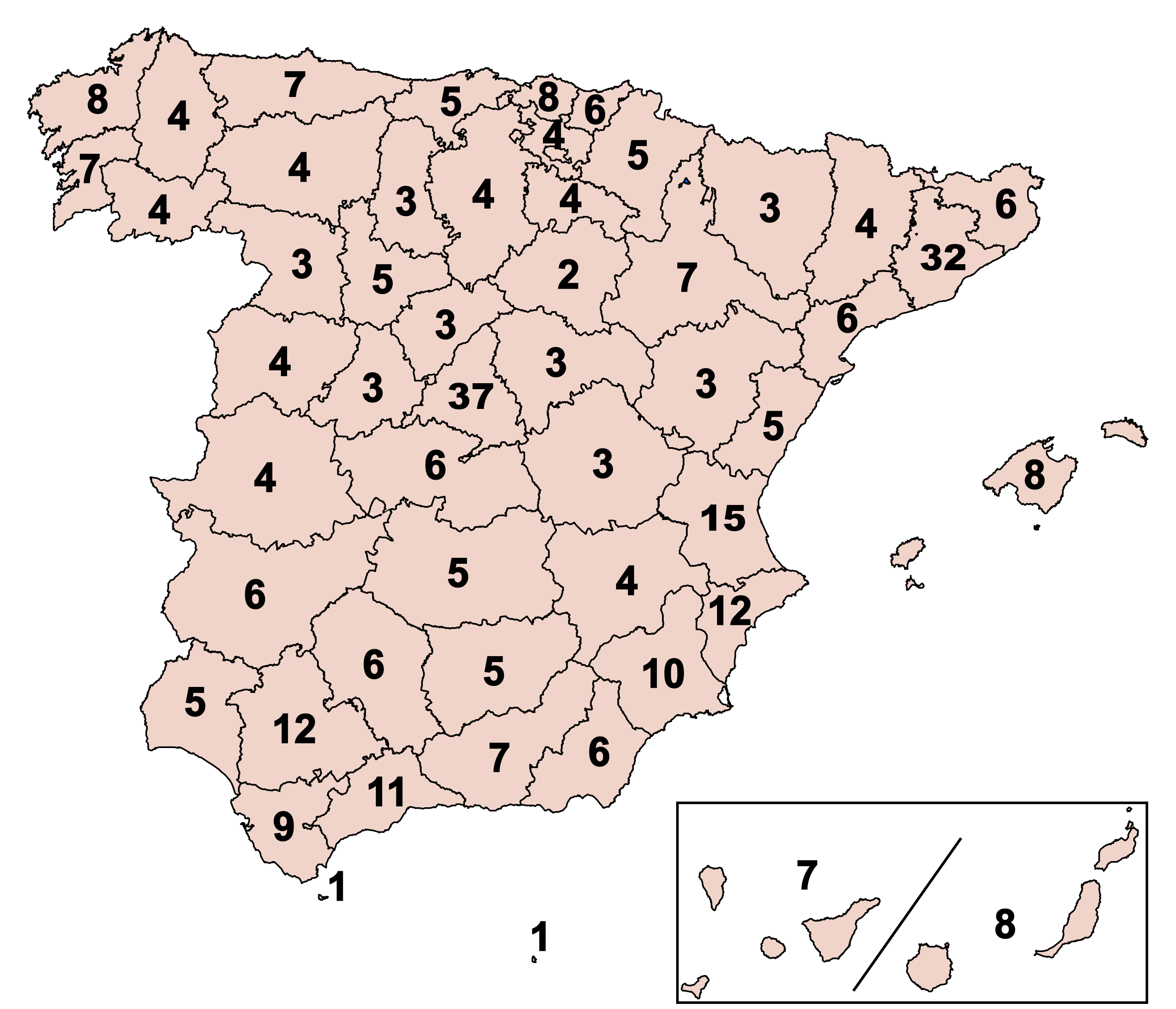
Diputats per circunscripció (2019)

En les eleccions generals espanyoles de novembre de 2019 els escons per circumscripció van ser els següents:
| Circumscripció                                                                    | Diputats |
| --------------------------------------------------------------------------------- | -------- |
| Madrid                                                                            | 37       |
| Barcelona                                                                         | 32       |
| València                                                                          | 15       |
| Alacant i Sevilla                                                                 | 12       |
| Màlaga                                                                            | 11       |
| Múrcia                                                                            | 10       |
| Cadis                                                                             | 9        |
| Biscaia, La Corunya, Balears, Las Palmas                                          | 8        |
| Astúries, Santa Cruz de Tenerife, Saragossa, Pontevedra i Granada                 | 7        |
| Tarragona, Còrdova, Girona, Guipúzcoa, Toledo, Almeria, Badajoz                   | 6        |
| Castelló, Huelva, Valladolid, Navarra, Cantàbria, Jaén, Ciudad Real               | 5        |
| Orense, La Rioja, Àlaba, Burgos, Salamanca, Lugo, Lleida Caceres, Albacete i Lleó | 4        |
| Avila, Palència, Segòvia, Terol, Guadalajara, Osca, Conca, Zamora,                | 3        |
| Sòria                                                                             | 2        |
| Ceuta i Melilla                                                                   | 1        |

### Senat
Eleccions regulades per la Llei Orgànica 5/1985, de 19 de juny, del Règim Electoral General.

### Eleccions municipals
Elecció de regidors
A Espanya, a diferència de la majoria dels Estats políticament descentralitzats, el sistema electoral per a les eleccions municipals el regula l'Estat, a través de la Llei Orgànica del Règim Electoral General (LOREG). D'acord amb aquesta llei, les eleccions es basen en una votació per mitjà de llistes tancades i en l'assignació de regidors seguint la regla D'Hondt. El llindar electoral exigit a cada candidatura del 5% dels vots vàlids emesos per obtenir representació afavoreix (en major mesura que la regla D'Hondt) la composició de majories perjudicant els partits menys votats.
La LOREG determina el nombre de regidors de cada municipi en funció del nombre d'habitants censats.
| Habitants                           | Regidors |
| ----------------------------------- | -------- |
| Fins a 100                          | 3        |
| De 101 a 250                        | 5        |
| De 251 a 1.000                      | 7        |
| D'1.001 a 2.000                     | 9        |
| De 2.001 a 5.000                    | 11       |
| De 5.001 a 10.000                   | 13       |
| De 10.001 a 20.000                  | 17       |
| De 20.001 a 50.000                  | 21       |
| De 50.001 a 100.000                 | 25       |
| De 100.001 a 300.000                | 27       |
| De 300.001 a 500.000                | 29       |
| De 500.001 a 700.000                | 31       |
| De 700.001 a 900.000 (València)     | 33       |
| D'1.500.000 a 1.700.000 (Barcelona) | 41       |
| De 3.100.000 a 3.300.000 (Madrid)   | 57       |

El sistema creat per la LOREG s'aplica de la següent manera:
- Desestimació de les candidatures amb menys del 5% de vots respecte al total de vots.
- Entre les candidatures que superin el 5%, es divideixen els vots obtinguts per cada candidatura entre 1, 2, 3, 4... i així fins al nombre de regidors a triar.
- Es classifiquen els quocients obtinguts en ordre decreixent, i s'atribueixen els regidors al partit corresponent a cada quocient, fins a completar el nombre total de regidors a assignar.

L'altra característica del sistema és que, en els municipis de més de 250 habitants, es vota mitjançant llistes completes, tancades i bloquejades, és a dir, que es vota a la candidatura (generalment un partit), no a les persones, i no es pot donar major o menor pes a cadascun dels quals integren aquesta candidatura. Són triats els candidats de la llista que estiguessin en les primeres posicions, tants com a regidors obtingués la candidatura.
En els municipis de fins a 250 habitants es vota mitjançant llistes obertes. En els més petits (fins a 100 habitants), un elector pot marcar a dos dels tres candidats, i si el municipi té entre 101 i 250 habitants, es pot votar a quatre dels cinc candidats d'una candidatura.
Elecció d'alcaldes
Els electors no voten directament al seu alcalde. Aquest és triat pels regidors en la primera reunió del nou ple municipal, que té lloc 20 dies després de les eleccions. Per triar a un alcalde, és necessari que sigui votat per la majoria absoluta dels regidors. En cas que cap candidat aconsegueixi la majoria absoluta, el nou alcalde serà el regidor que estigués en el primer lloc de la llista de la candidatura més votada per l'electorat.
Un alcalde pot ser destituït pel ple municipal mitjançant una moció de censura, que ha d'incloure un nou candidat a alcalde i comptar amb el suport de la majoria absoluta del ple per prosperar.
Vot dels estrangers
L'article 176 de la Llei Orgànica del Règim Electoral General estableix “.gaudeixen de dret de sufragi actiu en les eleccions municipals els residents estrangers a Espanya els respectius països dels quals permetin el vot als espanyols en aquestes eleccions, en els termes d'un tractat.
Així mateix, gaudeixen del dret de sufragi actiu en les eleccions municipals totes les persones residents a Espanya que, sense haver adquirit la nacionalitat espanyola:
A) Tinguin la condició de ciutadans de la Unió Europea segons preveu el paràgraf 2 de l'apartat 1 de l'article 8 del Tractat Constitutiu de la Comunitat Europea.
B) Reuneixin els requisits per ser elector exigits en aquesta Llei per als espanyols i hagin manifestat la seva voluntat d'exercir el dret de sufragi actiu a Espanya".
Els països extracomunitaris amb Acords en vigor fins al dia d'avui són: Bolívia, Cap Verd, Xile, Colòmbia, Corea del Sud, l'Equador, Islàndia, Trinitat i Tobago, Noruega, Nova Zelanda, el Paraguai i el Perú. Han d'haver residit a Espanya, legalment i ininterrompuda, durant almenys els cinc anys anteriors a la seva sol·licitud d'inscripció en el cens electoral (o durant els tres anys anteriors al dia de la votació, en el cas dels nacionals de Noruega). La inscripció en el cens electoral d'estrangers residents a Espanya (CERE), es farà a instància de part. Aquesta instància es presentarà a l'Ajuntament.

### Lleis electorals de les comunitats autònomes
La legislació electoral de les Comunitats Autònomes ve regulada per les seves pròpies normes. No obstant això, i a diferència de la majoria d'Estats políticament descentralitzats del món, l'Estat té competència per regular-ne els aspectes essencials, cosa que fa a la mateixa LOREG (l'article 1.2 i la disposició addicional primera de la mateixa determinen l'abast de la regulació).
- Catalunya: No té llei electoral pròpia. Les eleccions es regulen per la Disposició Transitòria 2a de l'estatut d'autonomia (Llei Orgànica 6/2006) que remitent a la Disposició Transitòria 4a de l'anterior estatut d'autonomia (Llei Orgànica 4/1979) i aquest al seu torn remitent a "les normes vigents per a les eleccions legislatives al Congrés dels Diputats de les Corts Generals", això és, la Llei Orgànica de Règim Electoral General en el qual es disposa per a les Corts Generals. Estableix una única cambra o Parlament de 135 diputats i quatre circumscripcions (les províncies).
- Llei Electoral Valenciana: Estableix una cambra única anomenada les Corts o Corts Valencianes, composta per un mínim de 99 diputats segons consta en l'article 23 del seu estatut d'autonomia. Fixa un mínim d'un 5% de vots en tota la comunitat perquè una candidatura pugui obtenir diputats. El sistema les eleccions és per llistes tancades, circumscripcions provincials i regla D'Hondt.

- Llei d'Eleccions al Parlament de Galícia Llei de 13 d'agost de 1985 d'Eleccions al Parlament de Galícia
- Llei Electoral d'Andalusia
- Llei Electoral de Castella-la Manxa
- Llei sobre Règim d'Eleccions a la Junta General del Principat d'Astúries
- Llei Electoral de la Comunitat Autònoma de les Illes Balears
- Llei Electoral de la Comunitat de Madrid[16]
- Llei Electoral de la Comunitat Autònoma d'Aragó
- Llei d'Eleccions a l'Assemblea d'Extremadura
- Llei d'Eleccions a l'Assemblea Regional de Cantàbria
- Llei Electoral de Castella i Lleó
- Llei d'Eleccions al Parlament de Navarra[17]
- Llei Electoral de la Regió de Múrcia
- Llei d'Eleccions al Parlament Basc
- Llei d'Eleccions a la Diputació General de La Rioja
- Llei d'Eleccions al Parlament de Canàries

### Presentació de candidatures
El Capítol VI de la Llei Orgànica 5/1985 desenvolupa els requisits generals per presentar una candidatura a unes eleccions. El Títol II de la citada llei desenvolupa els requisits especials per a la presentació de diputats i senadors. El Títol III d'aquesta llei desenvolupa els requisits especials per a la presentació de candidatures a les eleccions municipals. La llei electoral de cada comunitat autònoma introdueix requisits particulars per presentar candidatures a les eleccions autonòmiques.
Amb la redacció vigent no es pot presentar cap candidatura que continuï l'activitat d'un partit polític declarat judicialment il·legal i dissolt, o suspès. Això es desenvolupa en el punt 44.4 de la Llei Orgànica 5/1985, afegit per la Llei Orgànica 6/2002 de 27 de Juny i modificat per la Llei Orgànica 3/2011 de 28 de Gener.
En alguns casos cal la presentació de signatures prèvies a la presentació d'una candidatura:
- Per presentar candidatures al Congrés i el Senat, les agrupacions d'electors necessitaran, almenys, la signatura de l'1% dels inscrits en el cens electoral de la circumscripció. Cap elector podrà prestar la seva signatura a més d'una candidatura.[20]
- Per presentar candidatures al Congrés i el Senat els partits, federacions o coalicions que no haguessin obtingut representació en cap de les Càmeres (Congrés i Senat) en l'anterior convocatòria d'eleccions necessitaran la signatura, almenys, del 0,1% dels electors inscrits en el cens electoral de la circumscripció per la qual pretenguin la seva elecció. Cap elector podrà prestar la seva signatura a més d'una candidatura. Aquest cas va ser introduït en una reforma de 2011.[21]
- Per a les eleccions municipals les agrupacions d'electors necessiten un nombre de signatures dels inscrits en el Cens Electoral del municipi, que hauran de ser autenticades notarialment o pel secretari de la Corporació municipal corresponent, el nombre de signatures està en funció de la població del municipi segons el barem indicat en el punt 187.3 de l'EL 5/1985.[22]
- Per a les eleccions al Parlament Europeu els partits, coalicions, federacions i agrupacions d'electors, necessiten acreditar les signatures de 15.000 electors per poder presentar candidatures. Excepte les agrupacions d'electors, aquestes signatures es poden substituir per les signatures de 50 càrrecs electes.[23]

Els requisits de presentació prèvia de signatures han estat criticats per diversos motius. Un és que no determina les condicions en què s'han de recollir les signatures, per la qual cosa la Junta Electoral ha de decidir cada vegada els detalls (per exemple dates, exigència o no de fotocòpia de DNI i requerir notari en els casos que no s'indica). Un altre motiu és que imposa diferents condicions a diferents candidatures i augmenta els costos. També hi ha hagut crítiques respecte al pluralisme polític. La Junta Electoral ha decidit que per a les eleccions de 2011 els partits disposaran de 20 dies per recollir signatures.

## Efectes sobre el sistema de partits
A causa de la divisió del territori nacional en circumscripcions provincials, el sistema cercena les opcions dels partits menors i, en aquest sentit indueix al votant al vot útil a les forces majoritàries. D'aquesta manera als efectes mecànics es ve a sumar un efecte psicològic, no fàcilment mesurable, que també afavoreix als dos grans. Va poder influir en el declivi de Centre Democràtic i Social a favor del Partit Popular, i en l'últim període possiblement pot transvasar vots d'Esquerra Unida al Partit Socialista Obrer Español.
La barrera del 3% solament ha arribat a actuar en una ocasió,en 1993 on el CDS hauria aconseguit un escó a Madrid a costa del PSOE, això és hagut precisament a la reduïda grandària de la majoria dels districtes (només a Madrid i Barcelona li han correspost més de 30 escons des de les eleccions de 1977).
Els governs que s'han produït han estat:
- Majoritaris (PSOE 1982-1989; PP 2000-2004 i 2011-2015), tots ells deguts a la divisió en circumscripcions provincials sancionada per la Constitució per al sistema electoral, ja que mai cap partit no ha obtingut per sí sol més de la meitat dels vots (el màxim ha estat el 48,11% que obtingué el PSOE de Felipe González a les eleccions de 1982).
- Minoritaris amb suports diversos (PSOE 1989-1996, 2004-2011 i 2018-actualitat; PP 1996-2000 i 2015-2018).
- Govern de coalició: PSOE i Unides Podem (2020-) primer govern de coalició des de la Segona República Espanyola.[25]

Els percentatges de vots no representats són similars a altres països europeus i es concentren en les primeres legislatures espanyoles. Disminueixen segons augmenta la grandària del districte.

## Finançament dels partits polítics
A Espanya el finançament dels partits polítics està regida per la Llei Orgànica 8/2007, de 4 de juliol, sobre finançament dels partits polítics.

## Crítiques a la llei electoral actual
El Consell d'Estat afirma que l'actual sistema electoral perjudica molt a les formacions amb un suport en vots en l'àmbit estatal d'entre el 3 i 15% a causa de la divisió en 52 circumscripcions, que va ser introduïda deliberadament i per sorpresa en redactar la constitució i després la LOREG, per afavorir l'existència de dos partits grans en contra dels petits de distribució nacional, mentre que no perjudicava els partits regionalistes que concentren el seu vot en poques províncies.